# Jackie Ryan
| Jackie Ryan                               | Jackie Ryan                               |
| Kattints az alábbi külső linkek egyikére! | Kattints az alábbi külső linkek egyikére! |
| ----------------------------------------- | ----------------------------------------- |
| Nem található szabad kép.(?)              |                                           |
| külső link · jogvédett                    | Jackie Ryan                               |

Jackie Ryan (? –) amerikai énekesnő.

## Pályafutása
Nemzedéke, és valószínűleg minden idők egyik kiemelkedő dzsesszénekese... Sarah Vaughan találóan mondta róla: Carmen McRae ösztönös okosságával és Diana Krall csillogó lendületével is vetekszik.
Anyja családja Acapulcóból származott. A mexikói forradalom idején veszélyessé vált az élet ebben a városban. „Nagyapám elvitte anyámat és a nővéreit egy hajóra." Végül San Franciscóba költöztek, a „Butcher's Town" nevű kerületbe, ahol a különböző kultúrájú bevándorlók éltek. Jackie édesapjának ír családja is ott élt, és itt találkozott anyja és apja, egy templomi kórusban, ahol mindketten énekeltek.
Anyja spanyol és mexikói lemezeit hallgatva nőtt fel – olyan albumokon, amelyek bikaviadalokat ábrázolnak gyönyörű a borítóikon. „A földön ültem, az albumborítókat bámultam, és elképzeltem, hogy ott vagyok... A mama mindig spanyolul énekelt nekem, olyan aranyos kis dalokat, mint a Coocooroo Coo Coo...”
Az anyja által tanított latin népdalok hatására alatt eredeti dalokat komponált és énekelt helyi tánczenekaroknak. Jackie édesanyja 15 éves korában meghalt, az énekesnő a legelső CD-jét, a „Passion Flower”-t neki szentelte.
Jackie Ryan karrierje akkor indul el be, amikor Eddie Jefferson énekes zenekarába került. Jefferson oaadóan támogatásatta dzsesszénekesként és szövegíróként is. A későbbiakben nemcsak dalszövegeket írt és rögzített olyan bebop improvizációkhoz, mint Benny Carter bonyolult szólója a „Doozy”-ban és Joe Henderson perzselő szaxofonszólója a „The Kicker”-ben, hanem szövegeket is írt Wayne Shorter megrendítő balladáihoz is.
Jackie Ryan multikulturális örökségének köszönhetően angolul, olaszul, franciául, spanyolul és portugálul is énekel.
A spanyol nyelvű CNN egy 15 perces műsorrészt Jackie Ryan-nek szentelt, amelyet világszerte sugároztak. Az elmúlt néhány évben Észak-Amerikában, Ausztráliában, Japánban, Kanadában, Olaszországban, Spanyolországban, Németországban, Amszterdamban és Londonban. Fellépett Európa legjobb dzsesszhelyszínén, a Ronnie Scott's Jazz Clubban. Jack Massarik, a London Evening Standard kritikusa az Jackie Ryan előadását értékelve úgy nyilatkozott, hogy Shirley Horn óta ő legjobb énekesnő a Ronnie's-ban.
Zenészek, akikkel Jackie énekelt, vagy/és turnézott: Clark Terry (a Monterey Jazz Fesztivál), Toots Thielemans, Jon Hendricks, Barry Harris, Cyrus Chestnut, Terry Gibbs, Buddy DeFranco, Red Holloway, Eric Alexander, Jeremy Pelt, Ernie Watts, Benny Green (a Lionel Hampton Jazz Fesztivál), Amina Figarova, Mike Wofford, George Gaffney, Emil Richards, Larry Vuckovich, Jon Mayer...

## Albumok
- 2000: For Heavens Sake
- 2002: Passion Flower
- 2003: This Heart of Mine
- 2007: You and the Night and the Music
- 2009: Doozy
- 2012: Listen Here
- 2022: Recuerdos de Mi Madre

## Filmek
- Jackie Ryan az IMDb-n